# Ullapool
Ullapool (gael. Ulapul lub Ullapul) to małe, liczące około 1300 mieszkańców miasteczko, w hrabstwie Highland (historycznie w Ross and Cromarty), w zachodniej części Szkocji usytuowane nad brzegiem Loch Broom. Pomimo swego niewielkiego rozmiaru jest największą osadą w promieniu wielu mil, a także ważnym ośrodkiem turystycznym kraju. Golfsztrom mijający Ullapool przynosi umiarkowane temperatury, a w samym miasteczku rośnie kilka palm.

## Historia

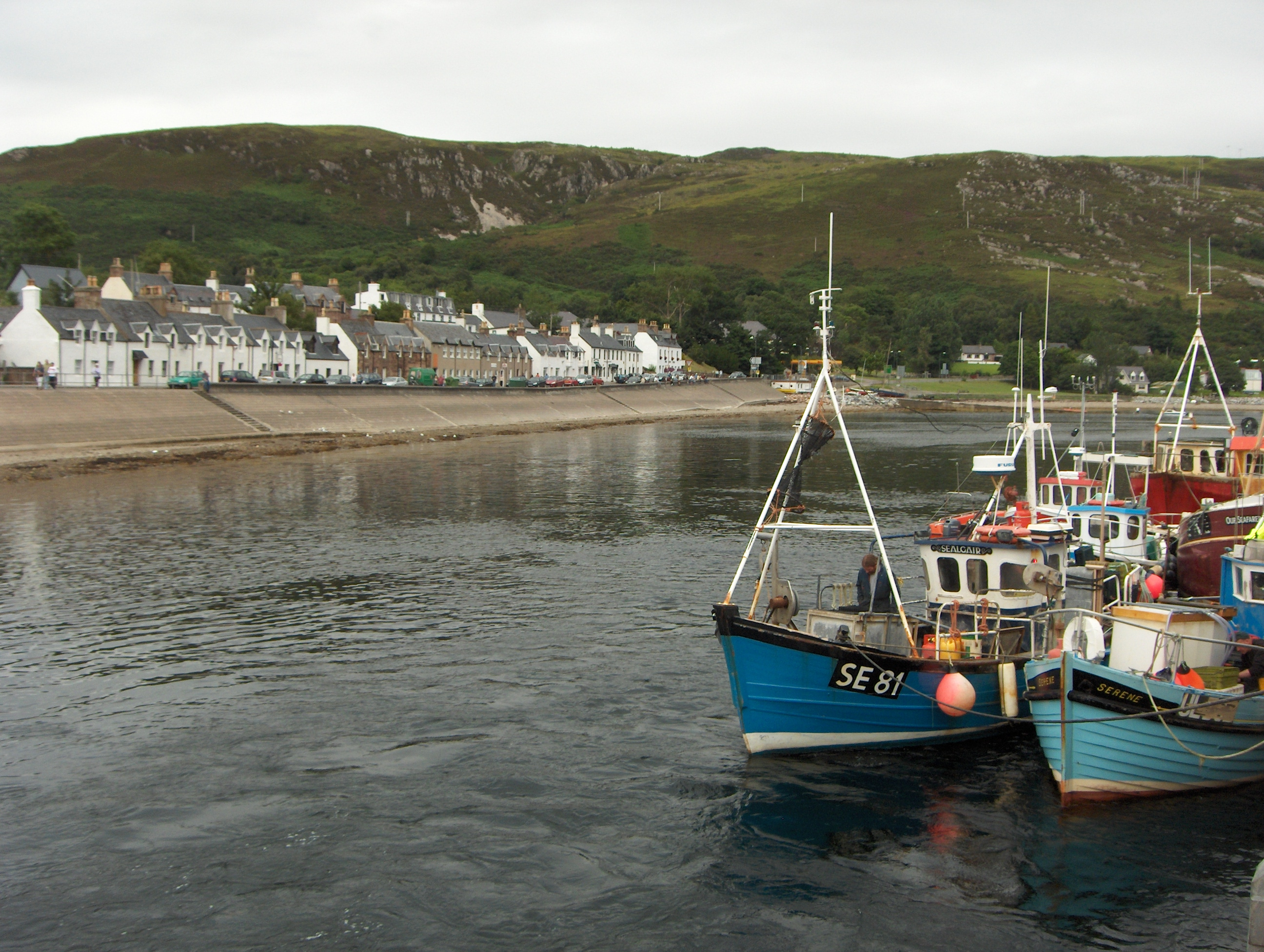
Widok od strony portu

Ullapool założone zostało w 1788 roku na wschodnim wybrzeżu Zatoki Broom (Loch Broom) przez Brytyjskie Stowarzyszenie Rybaków (British Fisheries Society) jako port dla poławiaczy śledzi. Zaprojektował je Thomas Telford – szkocki inżynier, architekt, budowniczy i konstruktor kanałów. Port w Ullapool funkcjonuje nadal jako przystań rybacka, marina żeglarska i przystań promowa. 
Wiele przełomowych odkryć epoki wiktoriańskiej poświęconych rozwojowi koncepcji płyt tektonicznych miało miejsce właśnie w tej okolicy i nadal odbywają się tutaj międzynarodowe konferencje geologiczne.
Parlament Zjednoczonego Królestwa w roku 1890 udzielił pozwolenia na budowę połączenia kolejowego Ullapool z główna siecią kolejową Wyżyny Szkockiej (połączenie z miejscowością Garve), ale z powodu niewystarczających środków finansowych plan ten został zaniechany.
W latach 70. XX wieku Ullapool było jedną z baz dla polskiej dalekomorskiej floty rybackiej łowiącej na Morzu Północnym.

## Ukształtowanie terenu
Region otaczający miejscowość zdominowany jest przez góry, głównie przez masyw An Teallach na południu.

## Kultura i społeczeństwo

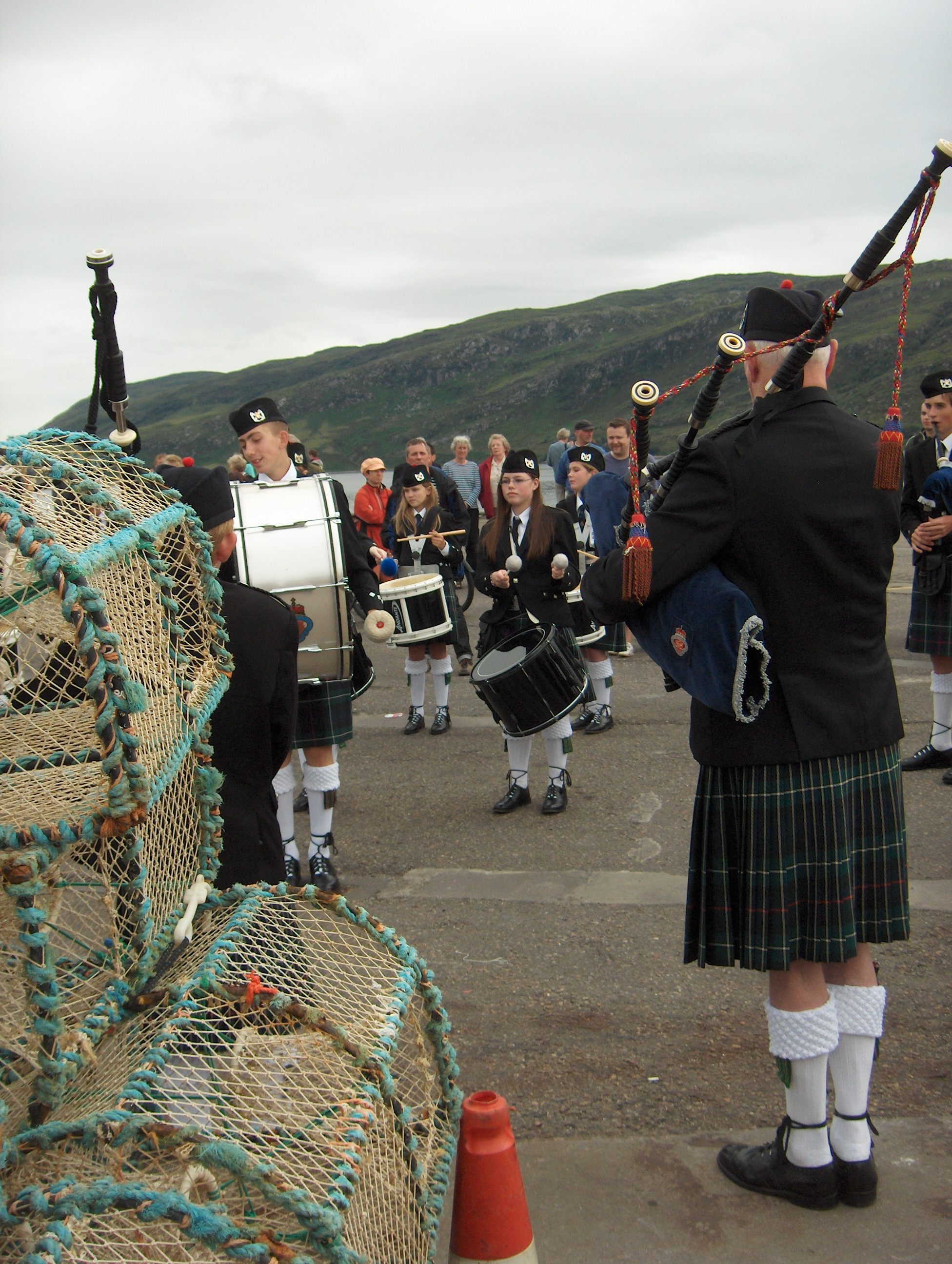
Parada orkiestry w tradycyjnych strojach

Ullapool cieszy się reputacją miasta ważnego dla muzyki, sztuki i przedstawień wszelkiego rodzaju. Może pochwalić się muzeum umiejscowionym w budynku niegdysiejszego kościoła (Telford Church), centrum sztuki An Talla Solaris, które na bieżąco zmienia wystawy i prowadzi warsztaty, krytą pływalnią i centrum fitness, wieloma pubami, m.in. Arch Inn nad brzegiem Loch Broom, Seaforth (pub roku 2007) czy Argyll, mnogością prywatnych kwater turystycznych działających w systemie "bed & breakfast" (Riverview, Eilean Donan Guesthouse, Spindrift), restauracjami i hotelami. Miasteczko, będące malowniczą i odległą częścią Zjednoczonego Królestwa, jest ośrodkiem dla spacerowiczów, miłośników przyrody i osób spędzających tu wakacje.
Każdego roku, w maju, odbywa się w Ullapool trzydniowy festiwal książki (Ullapool Book Festival), który przyciąga różnej rangi pisarzy ze swymi dziełami tak w języku angielskim, jak i szkockim galickim. W miejscowości jest również centrum kulturalne Macphail Centre, które zajmuje się organizacją regularnego programu musicalowego i tanecznego oraz przedstawień teatralnych. Udział w tych przedsięwzięciach biorą w większości szkockie grupy artystyczne, ale bywa, że zagoszczą tu uczestnicy Międzynarodowego Festiwalu Sztuki w Edynburgu (Edinburgh Fringe). Często przedstawienia odbywają się nie tylko na scenie Macphail Centre, ale też w tutejszym domu kultury (Village Hall) i innych miejscach.
Przez cały rok w Ullapool odbywa się wiele mniejszych lub większych festiwali muzycznych organizowanych w miejscach publicznych lub hotelach – zwłaszcza w The Ceilidh Place. Festiwal Gitarowy w Ullapool odbywa się w początkach października każdego roku i przyciąga znaczących gitarzystów grających w wielu miejscach miasteczka przez cały weekend.
Festiwal Muzyczny Loopallu (Ullapool czytane wspak), który zorganizowany został pierwszy raz w roku 2005, został bardzo dobrze odebrany. Stał się ważnym corocznym wydarzeniem w regionie, które podwaja liczbę mieszkańców miejscowości w trakcie swojego trwania. W roku 2007 pojawiło się na nim kilka popularnych zespołów jak The Saw Doctors, Dreadzone czy Franz Ferdinand, co nie umknęło uwadze mediów. Festiwalowi towarzyszy wiele przedstawień i imprez organizowanych w mniejszych ośrodkach i pubach.
Ullapool posiada również swoją rozgłośnię radiową "Loch Broom FM" nadającą na 102,2 oraz 96,8 FM. Jest też siedzibą drużyny shinty "Lochbroom Camanechd".

## Komunikacja

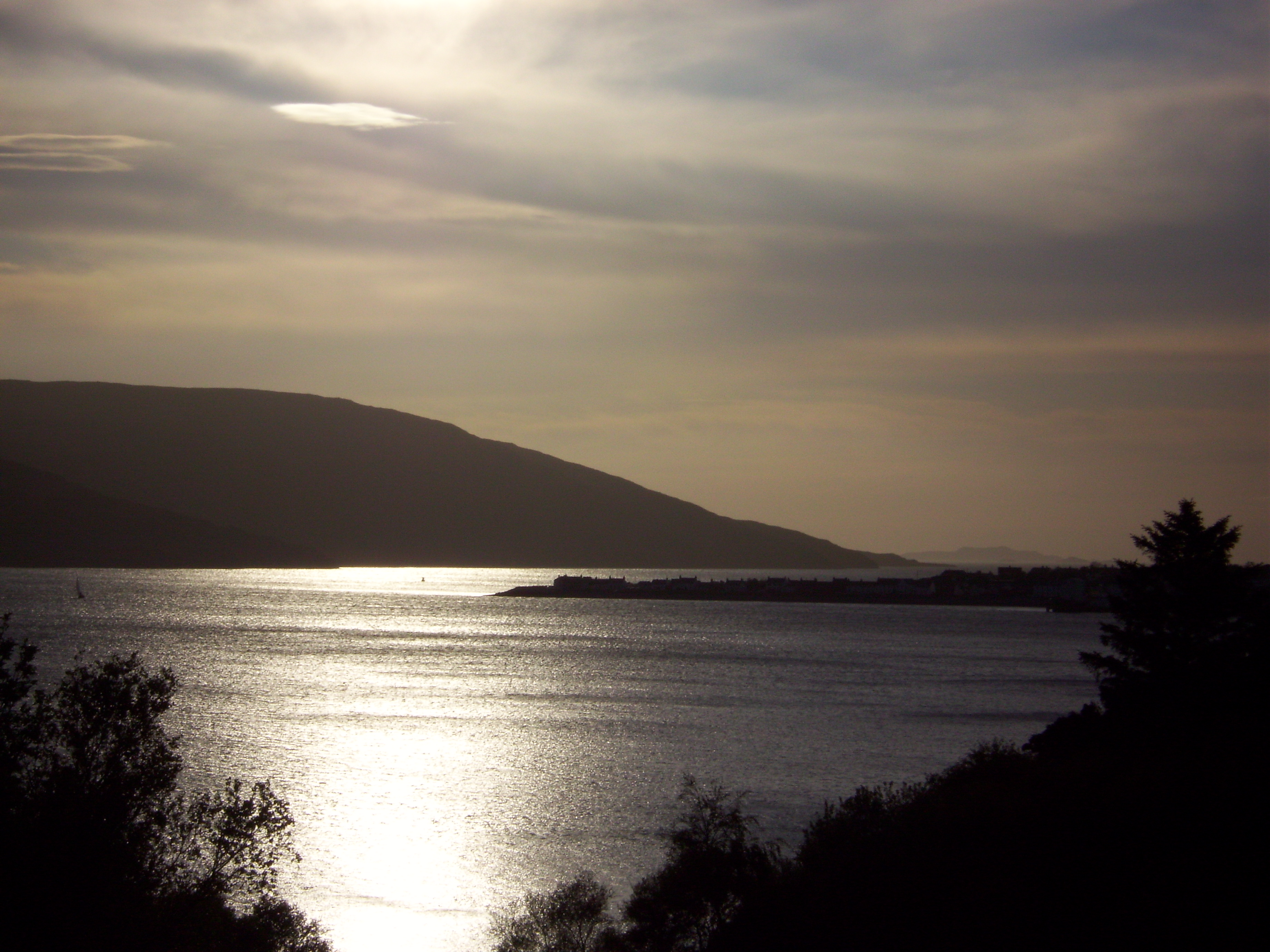
Zachód słońca nad Ullapool

Z Ullapool kursuje prom samochodowy do Stornoway na wyspie Lewis w archipelagu Hebrydów Zewnętrznych.

## Odnośniki w kulturze
Postać Demomana z gry online Team Fortress 2 pochodzi z Ullapoolu.